# Моцак, Михаил Васильевич
Михаи́л Васи́льевич Мо́цак (22 ноября 1949, Москва, РСФСР, СССР — 19 октября 2019, Санкт-Петербург) — советский и российский военный моряк-подводник и военачальник. Герой Российской Федерации (15.06.1994). Вице-адмирал (22.02.1996). Действительный государственный советник Российской Федерации 2-го класса (18.11.2002).

## Биография
Родился 22 ноября 1949 года в Москве. Русский. Впоследствии семья переехала в Севастополь, где Михаил окончил среднюю школу в 1967 году.
В Военно-морском флоте с 1967 года. В 1972 году окончил Черноморское высшее военно-морское училище имени П. С. Нахимова (Севастополь) по специальности «Системы управления ракетами подводных лодок». С 1972 года служил инженером и старшим инженером лаборатории 4331-й авиационно-ремонтной базы Тихоокеанского флота. С февраля 1974 года служил в 246-м экипаже атомной подводной лодки Северного флота: командир группы управления минно-торпедной боевой части, помощник командира, старший помощник командира.
В 1982 году с отличием окончил Высшие специальные офицерские классы ВМФ. В 1982 году назначен командиром атомной подводной лодки К-517 проекта 671РТ 33-й дивизии ПЛ Северного флота, которая в течение двух лет удерживала звание лучшей атомной подводной лодки ВМФ, завоевывая призы Главнокомандующего ВМФ СССР.
С августа 1985 года — заместитель командира 33-й дивизии 1-й флотилии подводных лодок ВМФ СССР. Ообеспечивал подготовку и боевые службы подводных лодок дивизии, регулярно выходил в море в качестве старшего на борту. 
В этот период сослуживец Моцака вспоминает о совместных учениях подводных лодок 6-й и 33-й дивизий по торпедной атаке отряда боевых кораблей:

При упоминании М. В. Моцака на душе сразу потеплело. Старый боевой товарищ, однокашник по Академии, всеобщий любимец в группе, отличник учёбы, непререкаемый авторитет в морских делах. Работать в море с ним было одно удовольствие — надёжно, безопасно и с высоким качеством выполнения задач.
— заместитель командира 6-й ДиПЛ А. С. Богатырёв
В 1987 году М. В. Моцак заочно окончил Военно-морскую академию имени Маршала Советского Союза А. А. Гречко.
В 1991 году окончил Военную академию Генерального штаба Вооружённых Сил СССР имени К. Е. Ворошилова. С июня 1991 года — командир 11-й дивизии атомных подводных лодок Северного флота. В августе 1993 года назначен начальником штаба 1-й флотилии атомных подводных лодок. 18 февраля 1993 года присвоено воинское звание «контр-адмирал».
Участник 24-х боевых служб и многочисленных дальних походов, в том числе в Арктику. Командовал двумя трансарктическими переходами с Северного на Тихоокеанский флот: в августе-сентябре 1991 года — старший на борту подводных лодок К-173 и К-449, а с 18 августа по 14 сентября 1993 года — К-456 (командир экипажа на переходе — капитан 1-го ранга А. П. Ефанов).
Согласно наградного листа на присвоение звания Героя:

В ходе плавания отрабатывались новые тактические приёмы нанесения ракетного удара по авианосно-ударному соединению, осваивался новый приём применения унифицированных торпед для обеспечения аварийного всплытия во льдах способом «Полынья». Личной выдержкой, грамотными действиями и продуманными решениями обеспечил переход атомного подводного крейсера, внёс значительный вклад в освоение военной техники и освоение Арктических просторов на благо России. — 
Указом Президента Российской Федерации от 15 июня 1994 года «за мужество и героизм, проявленные при исполнении воинского долга», контр-адмиралу Моцаку Михаилу Васильевичу присвоено звание Героя Российской Федерации с вручением знака особого отличия — медали «Золотая Звезда».
С декабря 1994 года — командующий 1-й флотилией атомных подводных лодок Северного флота. 22 февраля 1996 года присвоено воинское звание «вице-адмирал».
С мая 1999 года — начальник штаба — первый заместитель командующего Северным флотом. С июля по октябрь 2001 года — командир экспедиции особого назначения по организации подъёма атомного подводного ракетного крейсера К-141 «Курск», погибшего со всем экипажем 12 августа 2000 года в ходе учений Северного флота.
Распоряжением Президента Российской Федерации Владимира Путина от 1 декабря 2001 года вице-адмирал Моцак был представлен к снижению в должности в связи с катастрофой подводной лодки К-141 «Курск». Лишился своего поста вместе с командующим Северным флотом адмиралом Вячеславом Поповым и рядом других высокопоставленных офицеров флота. 18 декабря 2001 года по собственному желанию уволен в запас.
В январе 2002 года вице-адмирал в отставке М. В. Моцак — первый заместитель полномочного представителя Президента России в Северо-Западном федеральном округе, ответственный за координацию деятельности органов военного управления, объединений, соединений и учреждений Вооружённых сил, других войск, воинских формирований и правоохранительных органов в федеральном округе. А с мая 2004 года по 2012 год — помощник полномочного представителя Президента РФ в Северо-Западном федеральном округе. Действительный государственный советник Российской Федерации 2-го класса (18.11.2002) .

## Личная жизнь
Жил и работал в Санкт-Петербурге. Являлся директором ООО «Наутилус».
Был женат; двое сыновей.
Похоронен на Серафимовском кладбище.

## Роль в гибели К-141 «Курск»
По мнению российского адвоката Бориса Кузнецова, представлявшего интересы потерпевших по делу «Курска», М. В. Моцак, как начальник штаба Северного флота и один из руководителей учений, является одним из основных виновников трагедии. В частности, адвокат отмечает, что для снятия с себя ответственности М. В. Моцак выдвинул версию того, что «Курск» погиб в результате столкновения с иностранной подводной лодкой.
Следствием установлено, что начальник штаба флота вице-адмирал М. В. Моцак и капитан 1-го ранга А. П. Тесленко «в течение длительного времени не выполняли требований Главного штаба ВМФ по подготовке подчинённых им сил флота к спасательным действиям, игнорировали приказы о проведении учений, определяющих специальную выучку личного состава и готовность технических средств». Таким образом, должностные лица Северного флота и личный состав оказались не готовыми к оказанию помощи экипажу АПРК «Курск» и не справились со своими задачами в конкретной аварийной ситуации. Так, «Курск» был объявлен аварийным с опозданием на 11 часов (только в 23 часа 30 минут 12 августа), а обнаружен лежащим на грунте был через 31 час после гибели.

Могила М. В. Моцака на Серафимовском кладбище Санкт-Петербурга.

## Награды и звания
Российские и советские государственные награды и звания:
- Герой Российской Федерации (15 июня 1994[13]; медаль «Золотая Звезда» № 080)
- орден «За заслуги перед Отечеством» IV степени (6 июля 1998)[14]
- орден Почёта (5 октября 2009)[15]
- орден «За личное мужество» (1993)
- орден Красной Звезды (1980)
- орден «За службу Родине в Вооружённых Силах СССР» III степени (1984)
- 30 медалей в том числе медаль «За боевые заслуги» (1977)

Объявлены две благодарности Президента Российской Федерации:
- 2005 — За заслуги в укреплении российской государственности[16]
- 2012 — За многолетнюю добросовестную работу

Общественные награды:
- Награждён медалью Бубнова за испытания и эксплуатацию подводных лодок
- Награждён медалью академика Макеева за эксплуатацию баллистических ракет
- Награждён медалью академика Челомея за эксплуатацию крылатых ракет.
- «Почётный полярник».
- Почётный гражданин города Заозёрск Мурманской области[2].